# أليكس بيترفيتش
أليكس بيترفيتش هو لاعب كرة قدم صربي من مواليد عام 1985 وهو لاعب خط وسط سبق له اللعب في أندية :
ريد ستار بلغراد 2004 - 2006
هايدوك 2006 - 2009
بوركا 2009 - 2011
نادي الوحدات 2011 - الآن
وهو لاعب يجيد اللعب بكلتا القدمين

## روابط خارجية
- أليكس بيترفيتش على موقع قاعدة بيانات كرة القدم.إي يو (الإنجليزية)
- أليكس بيترفيتش على موقع Soccerway.com (الإنجليزية)